# Dr. Seuss: How the Grinch Stole Christmas!
«Доктор Сьюз: Как Гринч украл Рождество!» (англ. Dr. Seuss: How the Grinch Stole Christmas!) — компьютерная игра от американского разработчика Black Lantern Studios, основанная на книге Доктора Сьюза 1957 года Как Гринч украл Рождество!, но в основном полностью игра основанная на фильме 2000 года. Игра вышла 8 ноября 2007 года.

## Критика
| Сводный рейтинг    | Сводный рейтинг |
| Агрегатор          | Оценка          |
| ------------------ | --------------- |
| GameRankings       | 54 %            |
| Metacritic         | 55/100          |
| Иноязычные издания |                 |
| Издание            | Оценка          |
| GameZone           | 7,5/10          |
| IGN                | 3,5/10          |

«Доктор. Сьюз: Как Гринч украл Рождество!» получил неоднозначные отзывы. GameRankings дал игре 54 %, а Metacritic дал ей 55 из 100.